# Устомицеты
Устомицеты (лат. Ustilaginomycetes) — класс грибов из отдела Базидиомикота (Basidiomycota).

## Систематика
Ранее класс Ustilaginomycetes назывался Ustomycetes R.T.Moore, 1971. В него входил один порядок — Ustilaginales Tul., 1847. Согласно современным представлениям в класс устомицетов входят два порядка и 12 семейств:
- Порядок Urocystidales R. Bauer & Oberw. 1997 [syn.  Urocystales orth. var.];
  - Семейство Doassansiopsidaceae Begerow, R. Bauer & Oberw., 1998, включающее один род Doassansiopsis (Setch.) Dietel, 1897;
  - Семейство Glomosporiaceae Cif., 1963, включающее один род Thecaphora Fingerh., 1836;
  - Семейство Mycosyringaceae R. Bauer & Oberw., 1997, включающее один род Mycosyrinx Beck, 1894;
  - Семейство Urocystidaceae Begerow, R. Bauer & Oberw., 1998 [syn.  Urocystaceae orth. var.], включающее 8 родов;
- Порядок Ustilaginales G. Winter, 1880;
  - Семейство Anthracoideaceae Denchev, 1997, включающее 19 родов;
  - Семейство Cintractiellaceae Vánky, 2003, включающее один род Cintractiella Boedijn, 1937;
  - Семейство Geminaginaceae Vánky, 2001, включающее один род Geminago Vánky & R. Bauer, 1996;
  - Семейство Uleiellaceae Vánky, 2001, включающее один род Uleiella J. Schröt., 1894;
  - Семейство Ustilaginaceae Tul. & C. Tul., 1847, включающее 18 родов;
  - Семейство Websdaneaceae Vánky, 2001, включающее два рода.

## Описание
Диморфный таллом в виде дрожжевой клетки или инфекционного мицелия. Во время распространения по тканям хозяина мицелий разделяется на спорогенный и вегетативный. Вегетативный мицелий к концу периода вегетации хозяина разлагается, спорогенный же полностью трансформируется в споры. Внутритканевый мицелий часто распадается на отдельные клетки. Гифы без пряжек.